# Staraja Nikołajewka (obwód kurski)
Staraja Nikołajewka (ros. Старая Николаевка) – wieś (ros. деревня, trb. dieriewnia) w zachodniej Rosji, w sielsowiecie studienokskim rejonu rylskiego w obwodzie kurskim.

## Geografia
Miejscowość położona jest 6 km od centrum administracyjnego sielsowietu studienokskiego (Studienok), 28,5 km od centrum administracyjnego rejonu (Rylsk), 135 km od Kurska.

## Demografia
W 2010 r. miejscowość zamieszkiwało 7 osób.